# 씨어스테크놀로지
씨어스테크놀로지(Seerstech Co. Ltd.)는 웨어러블 진단·모니터링 등 디지털 헬스 솔루션 기업이다. 본사는 경기 평택시 진위면 동부대로 291-13 (갈곶리)에 위치해 있으며 대표이사는 이영신이다.

## 제품
웨어러블 심전도 측정기 모비케어'& 원격 환자 모니터링 씽크'등을 생산한다.

## 연혁
2009년 이영신 대표 등 전자부품연구원 출신들이 설립하였다
매출액은 2021년 13억 3800만원에서 2022년 11억 5200만원으로 감소하였다 웨어러블 심전도 패치 개발을 통한 심전도 시장 진출하였다.

## 상장
기술특례상장으로 한국투자증권을 주관사로 상장을 준비중이다

## 같이 보기
- 심전도
- 대웅제약
- 레이
- 윈베스트벤처투자
- 프렌드투자파트너스
- 라이프코어파트너스
- 티그리스인베스트먼트
- 비트컴퓨터
- 셀바스헬스케어
- 트윔

## 참고문헌
1. ↑  구혜린, 씨어스테크놀로지, 상장 예심청구...FI 자발적 락업, 더벨, 2023년 8월 14일
2. ↑  최윤신, 씨어스, 시장친화적 공모구조 제시 "흥행 사활", 더벨, 2023년 8월 17일
3. ↑  정현진, 뻥튀기 논란 파두 유탄 맞을라…연매출 10억으로 상장하려던 기업 전전긍긍, 조선비즈, 2023년 11월 20일
4. ↑  최재호, 하나증권 비상장시리즈, 씨어스테크놀로지
5. ↑  창립 14년 씨어스테크놀로지 "코스닥 도전", 데일리메디, 2023년 8월 17일